# خشيب
الخَشِيب فن نحت على القوالب الخشبية؛ فتسمى تلك القطعة نقيشة خشبية، هو طباعة النقوش (الخشبية أو المعدنية والحجرية أيضا) المضرسة على لوحات وتوشيتها. كان الفنانون قديماً في اليابان وأوروبا، ينقشون النقوش، ثم يصنع أهل الحرفة الألواح؛ فتُترك للطبّاعين طباعتها، إما بوضع ثوب أو ورق على اللوح ثم طرقه،
أو بحكّه والمسح عليه، أو أيضاً بواسطة مِطبعة وضغْطِه.
و أسفله بعض طرائق الخشيب اليابانية (木版画):
- سوميزوري-إ(墨摺り絵): طباعة بالحبر الأسود.
- بنيزوري-إ(紅摺り絵): تحمير التفاصيل بعد الطباعة.
- تان-إ(丹絵)تفاصيل برتقالية بحمر أحمر يسمونه "تان"
- ناشيكي-إ(錦絵):للرسوم التهاويليّة المفصّلة

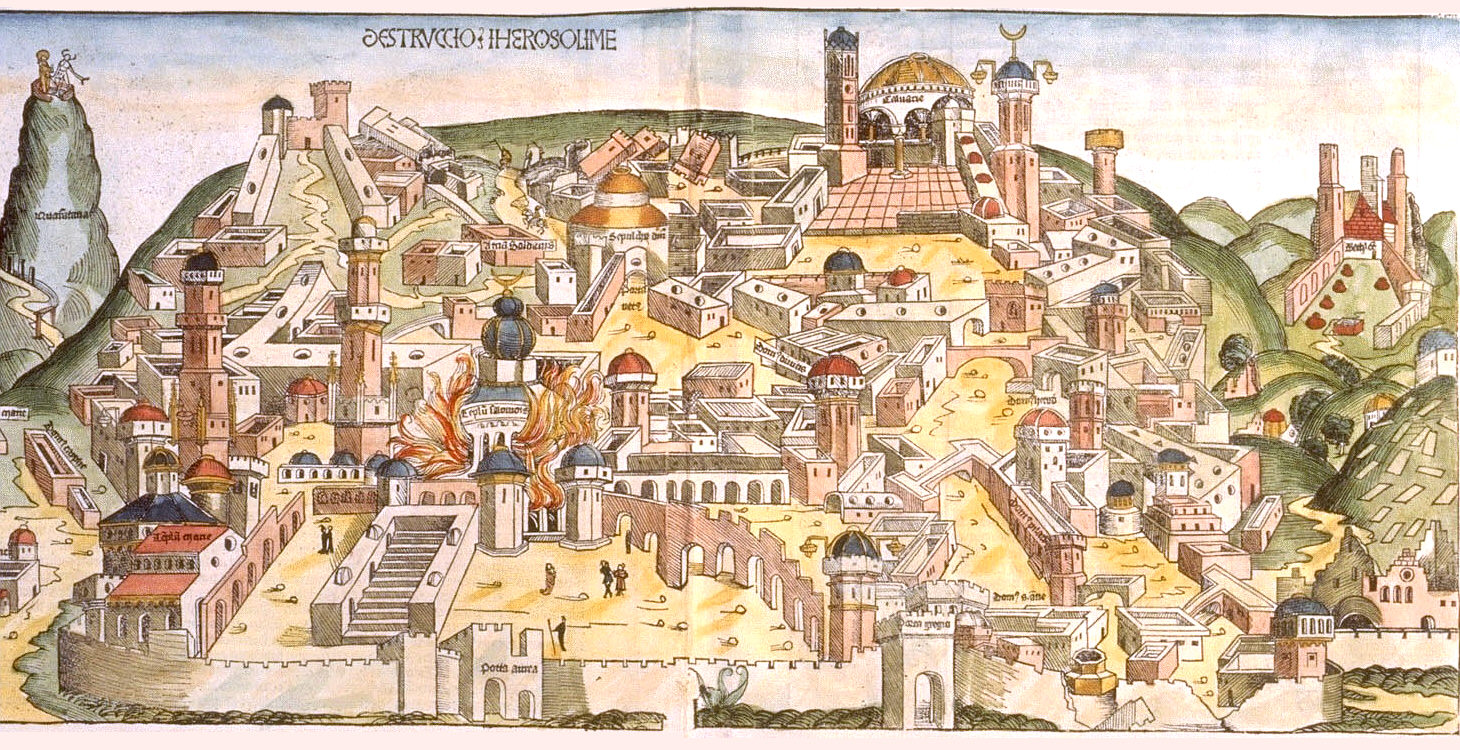
تدمير القدس، لهرتمن شدل.